# Ален Кюні
Рене Ксав'є Марі Ален Кюні (фр. René Xavier Marie Alain Cuny; 12 липня 1908, Сен-Мало — 16 травня 1994, Париж) — французький актор театру, кіно та телебачення.

## Життєпис
Народився 12 липня 1908 року в Сен-Мало в родині адвоката Альбера Кюні і Маргарити Соді. Був вихований строгою тіткою, у якої прожив більшу частину дитинства в приморському місті Бусе. З юності захоплювався живописом. 1923 року вступив до Національної вищої школи красних мистецтв у Парижі. Тоді ж почав створювати декорації та плакати для театру та кіно (у тім числі до таких фільмів як «Безрадісний провулок» Пабста та «Грибіш» Жака Фейдера). Серед його знайомих були Андре Бретон, Антонен Арто, Робер Деснос, П'єр Реверді, Жорж Брак та Пабло Пікассо.
1938 року почав вивчати акторську майстерність, вступивши до театральної студії Шарля Дюллена. Вперше знявся в кіно 1939 року. На театральній сцені з 1941 року. Визнання принесла роль Жиля у фільмі Марселя Карне «Вечірні відвідувачі» (1942), де він зіграв разом з Арлетті.
Після Другої світової війни Кюні став сподвижником Жана Вілара, приєднавшись до його Національного народного театру. Брав участь у Авіньйонському фестивалі, де грав у п'єсах Шекспіра, Жана Ануя, Сартра, Піранделло та Поля Клоделя. Разом з тим знімався як у французькому, так і в італійському кіно. 1950 року зіграв одну з головних ролей у фільмі Курціо Малапарте «Заборонений Христос». Працював з Мікеланджело Антоніоні («Дама без камелій») та Фелліні («Солодке життя»). 1956 року зіграв Клода Фролло у фільмі «Собор Паризької богоматері» Жана Деланнуа.
1960 року підписав Маніфест 121-го в підтримку боротьби Алжиру за незалежність.
1962 року одружився з Марі-Бланш Гудічеллі. Пара розлучилась 1969 року. Того ж року знявся в «Сатириконі Фелліні». 1974 року зіграв роль Маріо в фільмі Жуста Жакена «Еммануель» за романом Еммануель Арсан. У 1970-х та 1980-х багато грав у театрі, знімався у Франческо Розі та Годара. 1988 року зіграв у фільмі «Каміла Клодель» роль батька Каміли, за яку був номінований на премію Сезар як найкращий актор другого плану. 1992 року зіграв свою останню роль у фільмі «Повернення Казанови».
Ален Кюні помер 16 травня 1994 року у Парижі в 85-річному віці. Похований у місті Сіврі-ла-Форе, де проживав.

## Вибрана фільмографія
| Рік  |   | Українська назва           | Оригінальна назва             | Роль                  |
| ---- | - | -------------------------- | ----------------------------- | --------------------- |
| 1942 | ф | Вечірні відвідувачі        | Les Visiteurs du soir         | Жиль                  |
| 1952 | ф | Червоні сорочки            | Camicie rosse                 | Буено                 |
| 1959 | ф | Заборонений Христос        | Il Cristo probito             | Антоніо               |
| 1953 | ф | Дама без камелій           | La signira senza camelie      | Лоді                  |
| 1956 | ф | Собор Паризької богоматері | Notre-Dame de Paris           | Клод Фролло           |
| 1958 | ф | Коханці                    | Les Amants                    | Анрі Турньє           |
| 1960 | ф | Солодке життя              | La Dolce Vita                 | Штайнер               |
| 1963 | ф | Бананова шкірка            | Peau de banane                | Ерве Бонтан           |
| 1969 | ф | Чумацький Шлях             | La Voice lactee               | чоловік в мантії      |
| 1969 | ф | Сатирикон Фелліні          | Fellini — Satyricon           | Ліке                  |
| 1970 | ф | Люди проти                 | Uomini contro                 | генерал Леоне         |
| 1972 | ф | Аудієнція                  | L'Udienza                     | американський папа    |
| 1972 | ф | Майстер і Маргарита        | Il Maestro e Margherita       | Воланд                |
| 1974 | ф | Не чіпайте білу жінку!     | Touche pas a la femme blanche | вождь Сидячий Бик     |
| 1974 | ф | Еммануель                  | Emmanuelle                    | маркіз Маріо Серджині |
| 1975 | ф | Ясновельможні трупи        | Cadaveri eccellenti           | суддя Расто           |
| 1979 | ф | Христос зупинився в Еболі  | Cristo si è farmato a Eboli   | барон Нікола Ратунно  |
| 1987 | с | Спрут 3                    | La Piovra 3                   | Ніколо Антінарі       |
| 1988 | ф | Каміла Клодель             | Camille Claudel               | Луї-Проспер Клодель   |
| 1992 | ф | Повернення Казанови        | Le Retour de Casanova         | маркіз                |